# Escuela Judicial Electoral del Poder Judicial de la Federación
La Escuela Judicial Electoral del Tribunal Electoral del Poder Judicial de la Federación es una escuela de México encargada de la carrera judicial y educación en elecciones.

## Historia
La Escuela Judicial Electoral surge ante la necesidad del Poder Judicial de la Federación de contar con una institución educativa especializada en temas electorales para la capacitación y formación de funcionarios electorales así como para el público en general.
Fue fundada en febrero de 1995 como Centro de Capacitación Judicial Electoral con plena autonomía académica, tras la reforma en 2018 del artículo 186 de la Ley Orgánica del Poder Judicial de la Federación, cambio su nombre debido a que recibió el registro ante la Secretaría de Educación Pública para los cursos de posgrado que otorga.
En 2019, fecha en que Gabriela Ruvalcaba fue nombrada Directora de la Escuela, unas 350 mil personas habían pasado por sus aulas.

## Oferta académica
Su oferta incluye diversos tópicos relativo a la historia, el desarrollo y el futuro de la democracia tanto en México como en otros países del mundo; la escuela capacita principalmente a los funcionarios que trabajan en el Tribunal Electoral del Poder Judicial de la Federación que, debido al gran número de colaboradores que requiere para realizar su labor, la utiliza como un canal de capacitación constante.
La escuela ofrece diplomados, maestrías, doctorados así como diversos cursos especializados en temas electorales. De la misma forma, cuenta con una gran variedad de cursos virtuales.
Dentro de su plantilla magisterial cuenta con juristas reconocidos en América Latina y Europa.
La Escuela Judicial Electoral tiene la facultad de otorgar cédulas para sus maestrías y posgrado; en la actualidad cuenta con un doctorado en Derecho Electoral, maestría en Derecho Electoral así como diplomado en Derecho Electoral.